# Xiangshan, Huaibei
Xiangshan  är ett stadsdistrikt i staden Huaibei i provinsen Anhui i östra Kina.
Xiangshan är indelat i nio stadsdelsdistrikt och två köpingar.
Stadsdelsdistrikt (jiedao):

- Dongshan (东山街道)
- Liuqiao (刘桥街道)
- Nanli (南黎街道)
- Quyang (曲阳街道)
- Renminlu (人民路街道)
- Renxu (任圩街道)
- Sandikou (三堤口街道)
- Xi (西街道)
- Xiangnan (相南街道)

Köpingar (zhen):

- Qugou (渠沟镇)
- Dong (东街道)